# Millstätter Berg

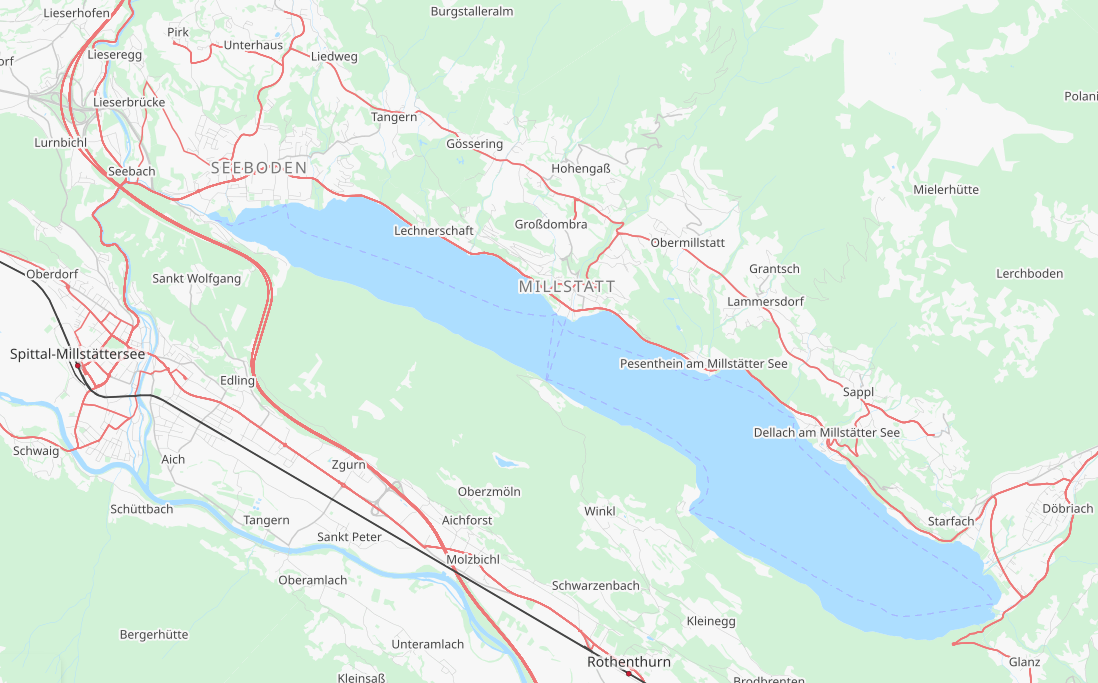
Millstätter Berg bei [http://www.openstreetmap.org/?lat=46.7981&lon=13.5942&zoom=13&layers=B000FTF OpenStreetMap

Der Millstätter Berg ist ein Hochplateau zwischen Millstätter See und Millstätter Alpe (Nockberge) in Kärnten / Österreich. Im engeren Sinn umfasst der Millstätter Berg jene Orte, die zur Gemeinde Millstatt am See gehören. Geologisch gesehen ist der Millstätter Berg eine parallel zum nördlichen Ufer des Sees verlaufende, etwa 10 km lange Hochfläche zwischen Starfach bei Matzelsdorf und Kolm bei Treffling, wobei die meisten Orte in der Gemeinde Millstatt liegen, weitere in der
Gemeinde Seeboden am Millstätter See und einer in der Gemeinde Radenthein.

## Geologie

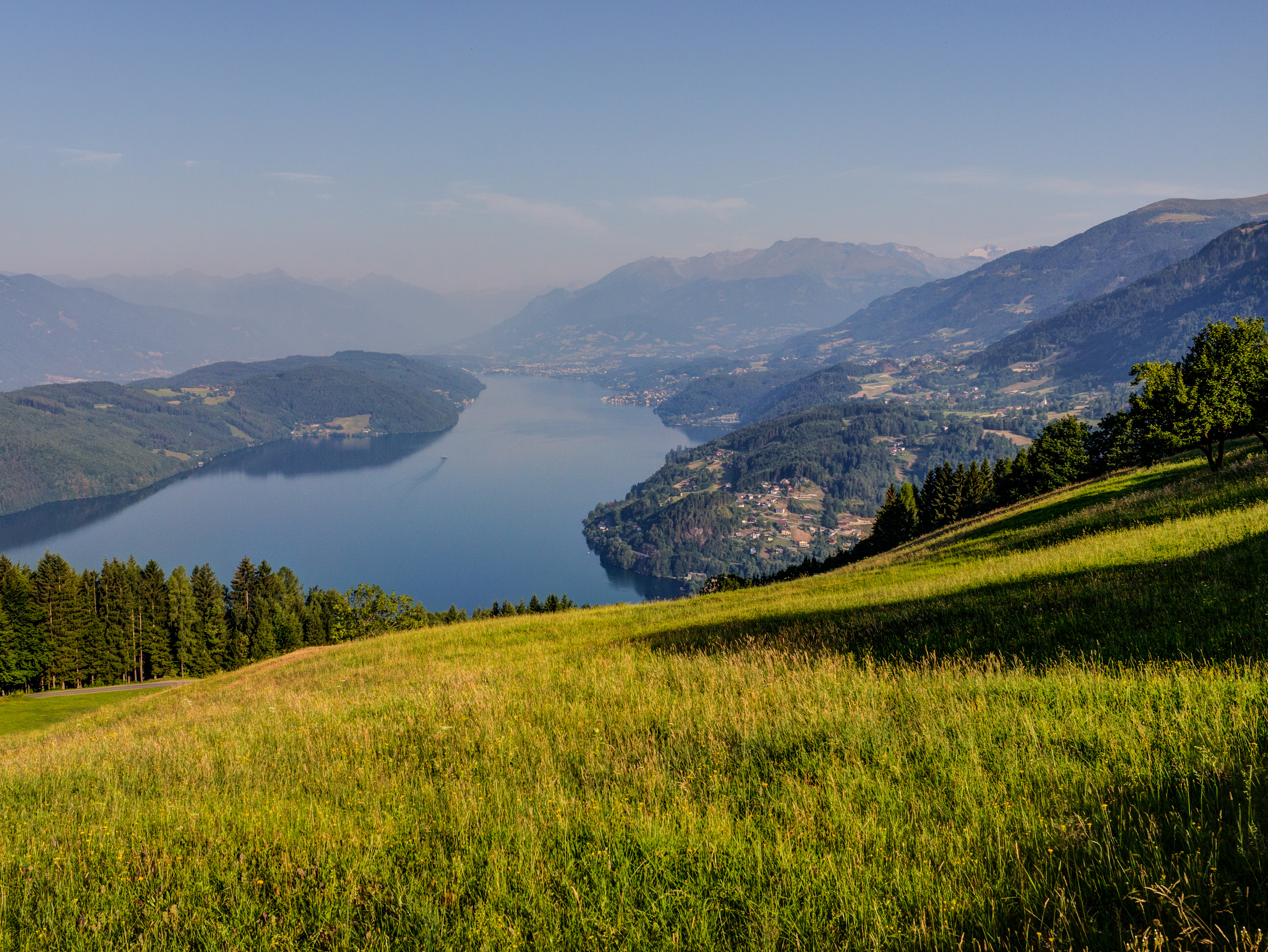
Millstätter Berg rechts neben dem Millstätter See gegen Westen

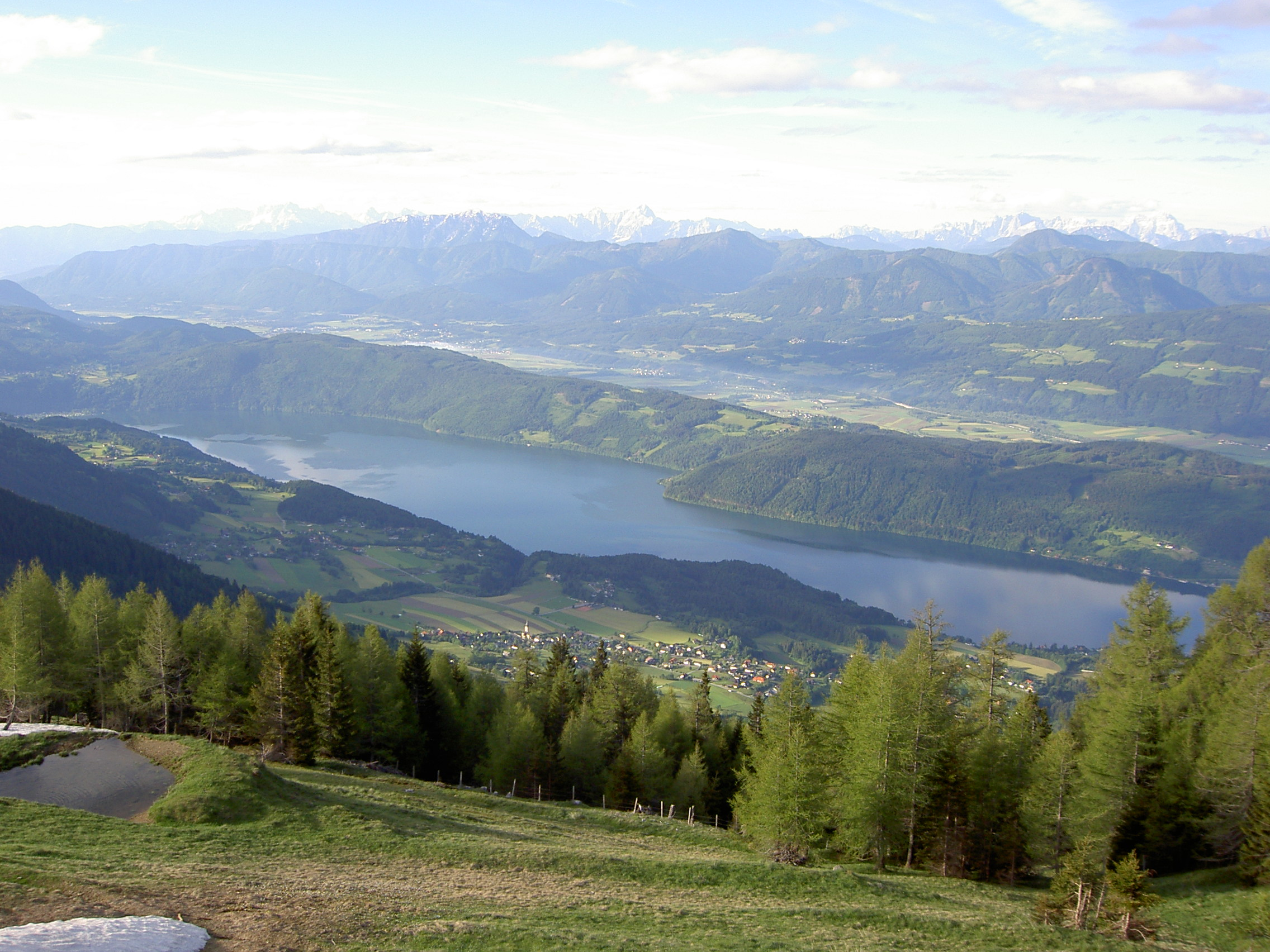
Millstätter Berg bei Lammersdorf und Obermillstatt gegen Süden

Das Hochplateau (Terrasse) in rund 260 m über dem See (855 m ü. A.) entstand während der letzten Eiszeit-Periode, im Hochglazial der Würmeiszeit vor etwa 24.000 Jahren, als das Eis bis auf etwa 1800 m Seehöhe reichte. Die nach Osten strömenden Eismassen des Möll- und des Drautal-Gletschers vereinigten sich im Raum Spittal mit dem Lieser-Gletscher zu einem breiten Eisstrom. Dieser teilte sich bei Lieserhofen in einen Nord- und einen Südast auf, wobei der nördliche Zweig die Millstätter Seefurche bildete. Der Gletscherschliff ist in Döbriach an beiden Bergflanken noch deutlich sichtbar. Das Plateau ist die Schulter eines Trogtals, des Seetals. Vor etwa 20.000 Jahren schmolzen die Gletscher allmählich ab. Ein Toteiskörper blieb in der ausgeschürften Millstätter Wanne länger liegen und staute die Schmelzwässer des Liesertalgletschers sowie die mitgeführten Schottermassen auf. Letztere lagerten sich als Lieserdelta am Westrand des heutigen Sees ab. Mit dem Einsinken und Abschmelzen des Eiskörpers hat sich die Lieser allmählich in den Staukörper eingeschnitten und große Teile davon wieder abgetragen. Im Lieserdelta bildete sich aber auch eine abgeschlossene Wanne, in der sich das Wasser des heutigen Sees sammeln konnte. Lange Zeit war der See größer als heute und reichte vermutlich bis Lurnbichl. Die Lieser scheint über Kötzing bei Krauth ober Seeboden in den See geflossen zu sein. Der alte Flusslauf ist noch entlang der Straße nach Treffling erkennbar. Im Laufe der Zeit hat die Lieser mit ihrem Geschiebe den Abfluss über das Lurnfeld verlegt. So entstand der heutige Einschnitt im Millstätter Seerücken, der Liesergraben als Abfluss.
Die geologische Entstehungsgeschichte führt dazu, dass der Geländeabfall zum Millstätter See im Bereich Seeboden deutlich flacher verläuft als in Millstatt oder Dellach. Der Millstätter Berg ist im Osten durch den steilen Abfall nach Döbriach topografisch deutlich begrenzt. Im Westen zieht sich die Talstufe bis zum Liesertal hin.
Die Ausrichtung von Nordwest nach Südost und eine Höhenlage über der Nebelgrenze führen zu einer überdurchschnittlich hohen Zahl von Sonnentagen. Über diese Talstufe führt die Obermillstätter Landesstraße 17 von Dellach nach Sappl mit einer Abzweigung nach Matzelsdorf, weiter nach Lammersdorf, Obermillstatt, Laubendorf, Gössering, Tangern bis Treffling.

## Orte der Gemeinde Millstatt am Millstätter Berg

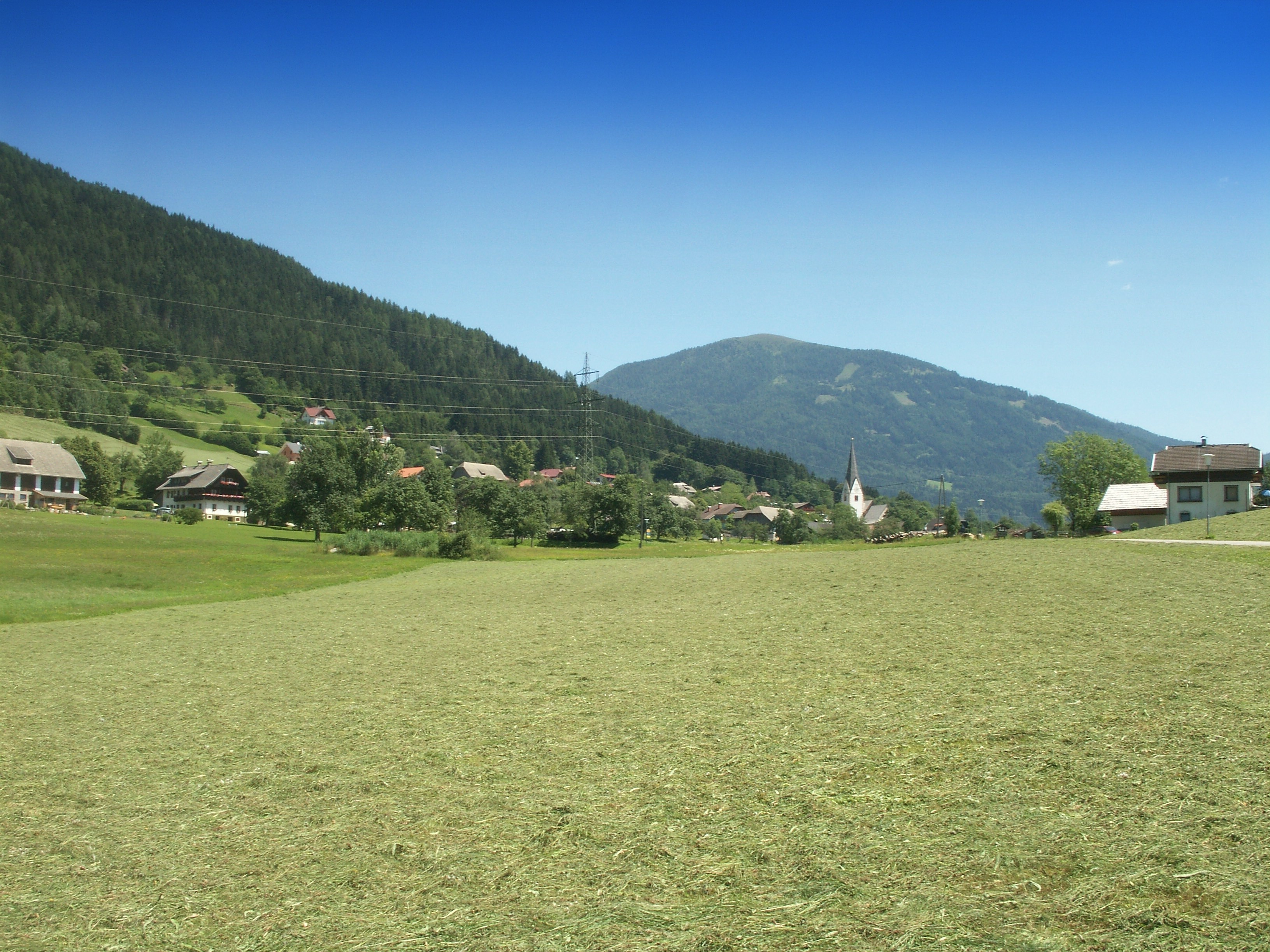
Millstätter Berg bei Matzelsdorf gegen Osten mit Mirnock

Gössering bildet am Millstätter Berg das westlichste Dorf der Gemeinde Millstatt. Folgende Ortschaften liegen (von Osten nach Westen) am Millstätter Berg. Die östlichst gelegene Siedlung ist Starfach, eine heute zur Gemeinde Radenthein, früher zu Dellach gehörende Streusiedlung mit 136 Einwohnern, liegt am südöstlichen Abhang des Millstätter Bergs bei Döbriach. Ursprünglich hatte die aus vier Bauernhöfen bestehende Rotte ein Gotteshaus, die Maria Magdalena-Kapelle (erstmals um 1177 urkundlich erwähnt), eine von den Benediktinern Millstatts erbaute Filialkirche, die einstweilen in ein Wohnhaus umgebaut wurde (Ölbrennerkreusche). Die frühere Kirchenglocke ist heute in Matzelsdorf.
| Ort             | typ       | Gemeinde         | Katastralgemeinde | 1951  | 2001 | 2017 |
| --------------- | --------- | ---------------- | ----------------- | ----- | ---- | ---- |
| Starfach        | Weiler    | Radenthein       | Döbriach          | k. A. | 164  | 164  |
| Matzelsdorf     | Kirchdorf | Millstatt am See | Matzelsdorf       | 142   | 188  | 191  |
| Sappl           | Dorf      | Millstatt am See | Matzelsdorf       | 152   | 269  | 271  |
| Görtschach      | Weiler    | Millstatt am See | Obermillstatt     | k. A. | 105  | 104  |
| Lammersdorf     | Dorf      | Millstatt am See | Obermillstatt     | 124   | 163  | 172  |
| Grantsch        | Weiler    | Millstatt am See | Obermillstatt     | k. A. | 80   | 67   |
| Obermillstatt   | Kirchdorf | Millstatt am See | Obermillstatt     | 348   | 492  | 573  |
| Kleindombra     | Weiler    | Millstatt am See | Treffling         | k. A. | 92   | 114  |
| Schwaigerschaft | Weiler    | Millstatt am See | Laubendorf        | 70    | 115  | 122  |
| Öttern          | Weiler    | Millstatt am See | Laubendorf        | k. A. | 19   | 20   |
| Hohengaß        | Weiler    | Millstatt am See | Laubendorf        | k. A. | 43   | 28   |
| Großdombra      | Weiler    | Millstatt am See | Laubendorf        | 64    | 185  | 186  |
| Tschierweg      | Weiler    | Millstatt am See | Laubendorf        | 146   | 149  | 146  |
| Laubendorf      | Dorf      | Millstatt am See | Laubendorf        | 150   | 233  | 202  |
| Gössering       | Weiler    | Millstatt am See | Laubendorf        | k. A. | 57   | 50   |
| Gesamt          |           |                  |                   | 1196  | 2354 | 2410 |

## Orte der Gemeinde Seeboden am Millstätter Berg

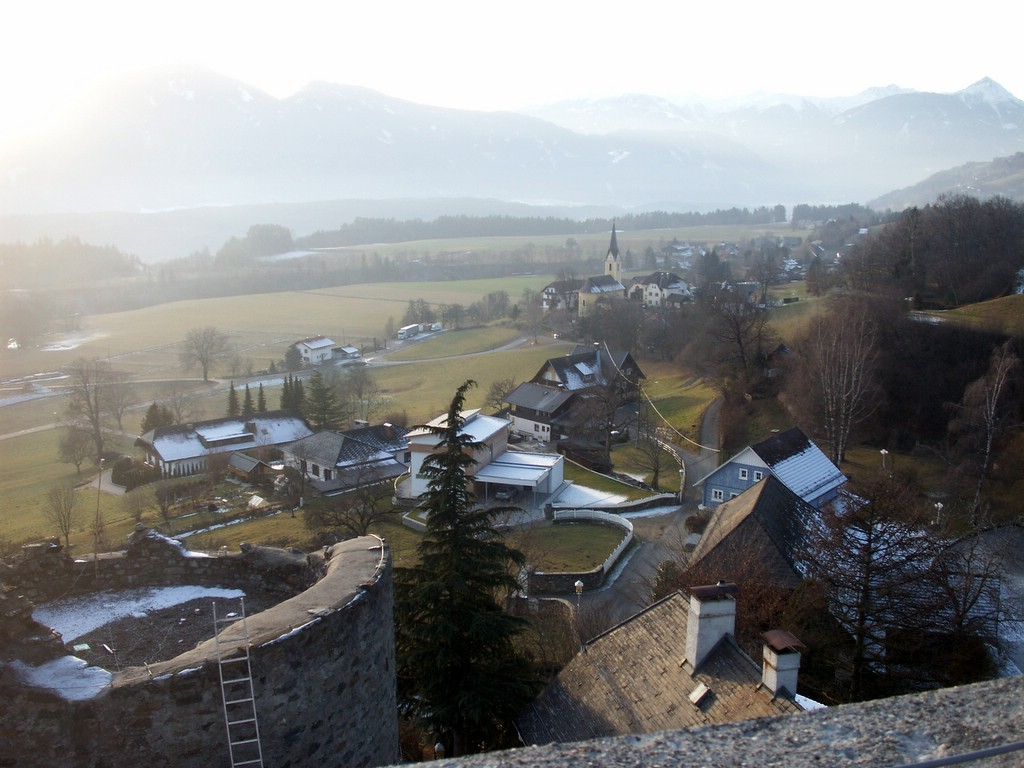
Millstätter Berg von der Burg Sommeregg gegen Westen mit der Kreuzeckgruppe im Hintergrund

Historisch gesehen war Tangern ein Dorf des Millstätter Klosters, während Liedweg schon zur Herrschaft Sommeregg gehörte. Heute sind Tangern sowie alle weiter westlich liegenden Ortschaften Teil der Gemeinde Seeboden am Millstätter See.
| Ort         | typ       | Gemeinde                    | Katastralgemeinde | 1951  | 2001 | 2017 |
| ----------- | --------- | --------------------------- | ----------------- | ----- | ---- | ---- |
| Tangern     | Dorf      | Seeboden am Millstätter See | Treffling         | 208   | 192  | 191  |
| Liedweg     | Weiler    | Seeboden am Millstätter See | Treffling         | k. A. | 69   | 75   |
| Treffling   | Kirchdorf | Seeboden am Millstätter See | Treffling         | k. A. | 468  | 480  |
| Muskanitzen | Weiler    | Seeboden am Millstätter See | Treffling         | k. A. | 38   | 35   |
| Schloßau    | Weiler    | Seeboden am Millstätter See | Treffling         | k. A. | 87   | 82   |
| Trasischk   | Weiler    | Seeboden am Millstätter See | Treffling         | k. A. | 36   | 34   |
| Unterhaus   | Weiler    | Seeboden am Millstätter See | Treffling         | k. A. | 119  | 147  |
| Kolm        | Weiler    | Seeboden am Millstätter See | Treffling         | k. A. | 58   | 75   |
| Kötzing     | Weiler    | Seeboden am Millstätter See | Treffling         | k. A. | 108  | 119  |
| Pirk        | Weiler    | Seeboden am Millstätter See | Treffling         | k. A. | 103  | 118  |
| Gesamt      |           |                             |                   |       | 1278 | 1356 |

## Geschichte

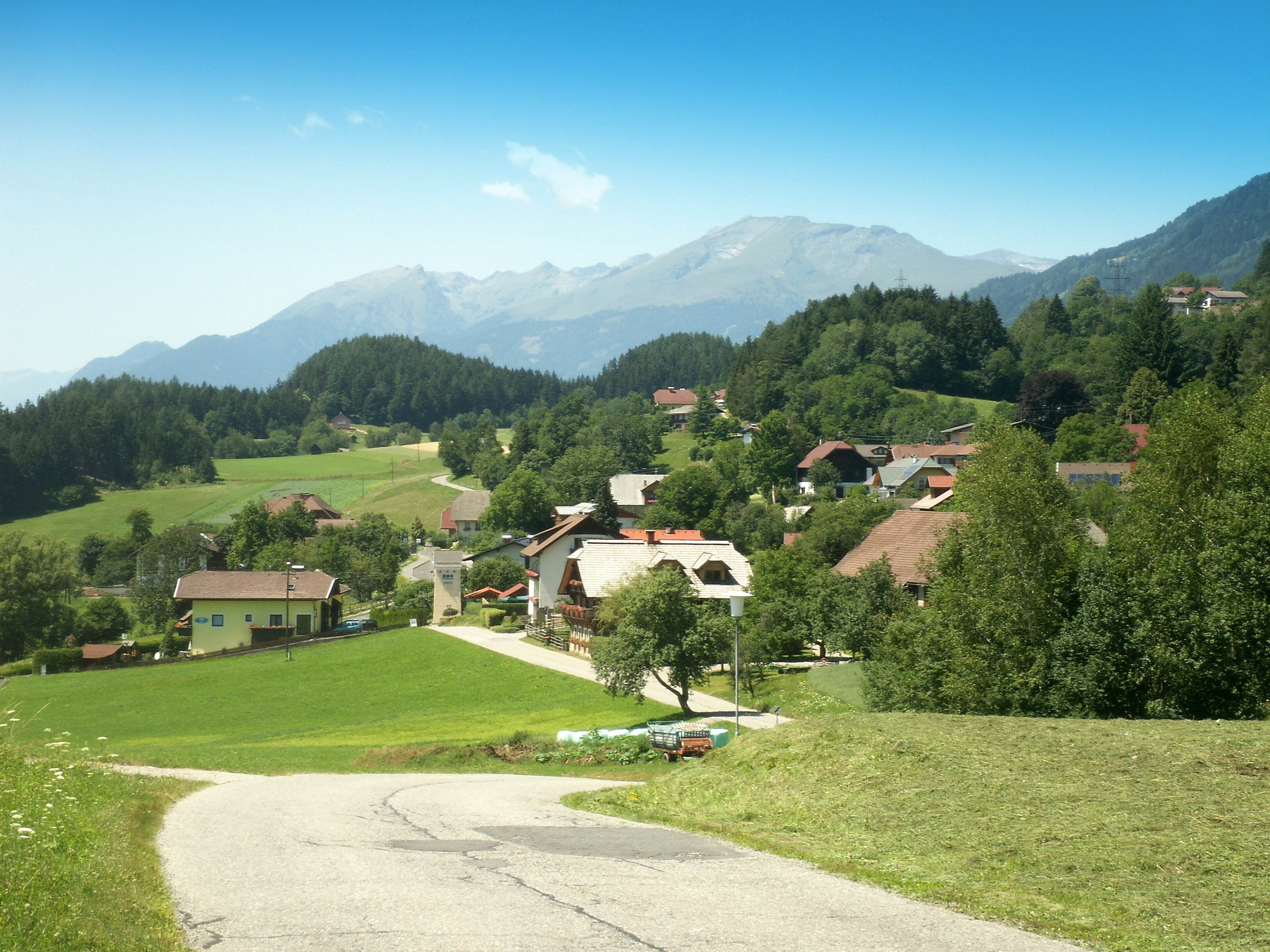
Millstätter Berg bei Sappl gegen Westen, der Schanzkogel ist der dritte Waldhügel im Hintergrund

### 5.000 Jahre Siedlungskontinuität (Lammersdorf / Görtschach / Sappl)

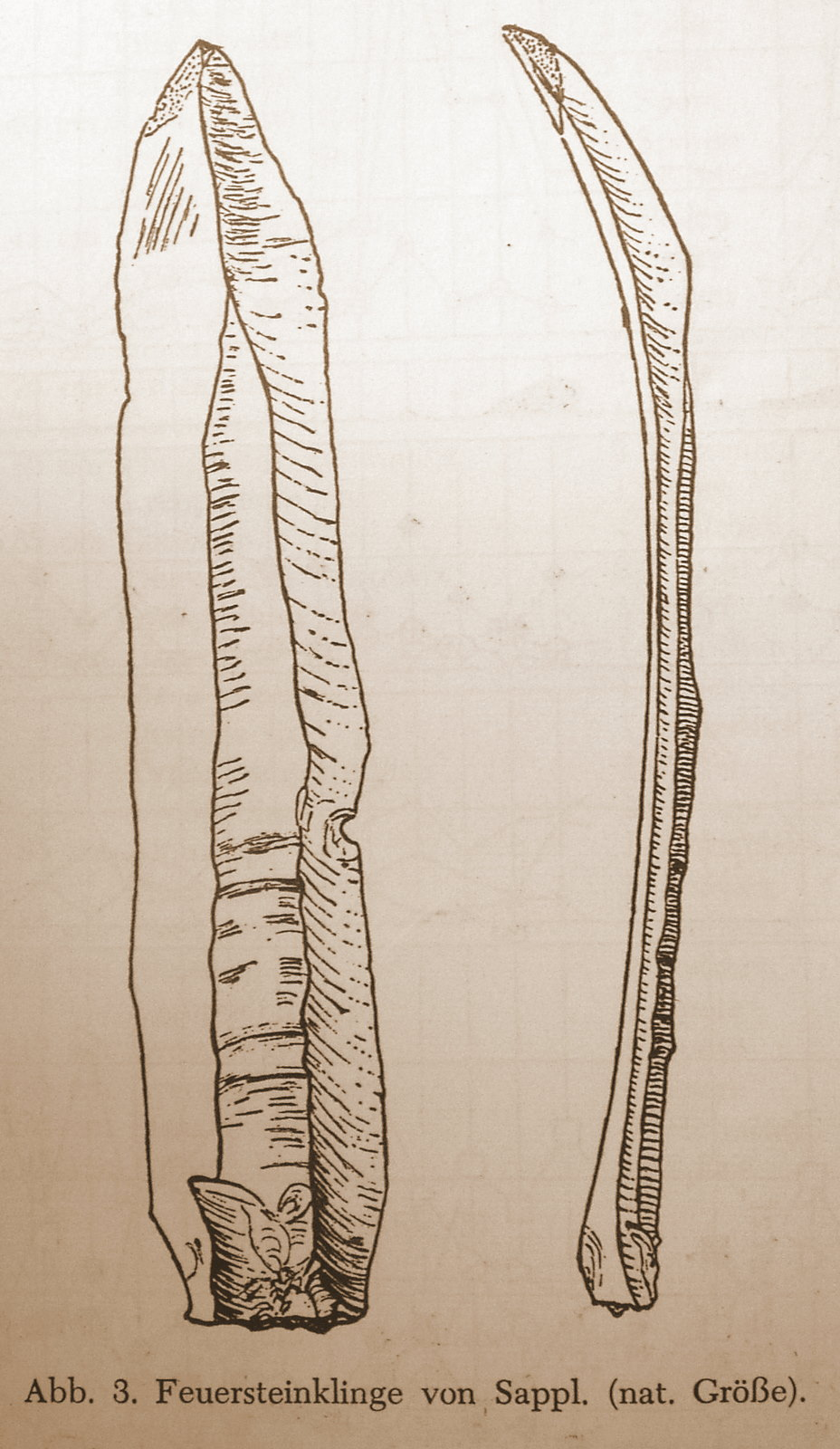
Feuersteinklinge von Sappl (ca. 4.500 v. Chr.)

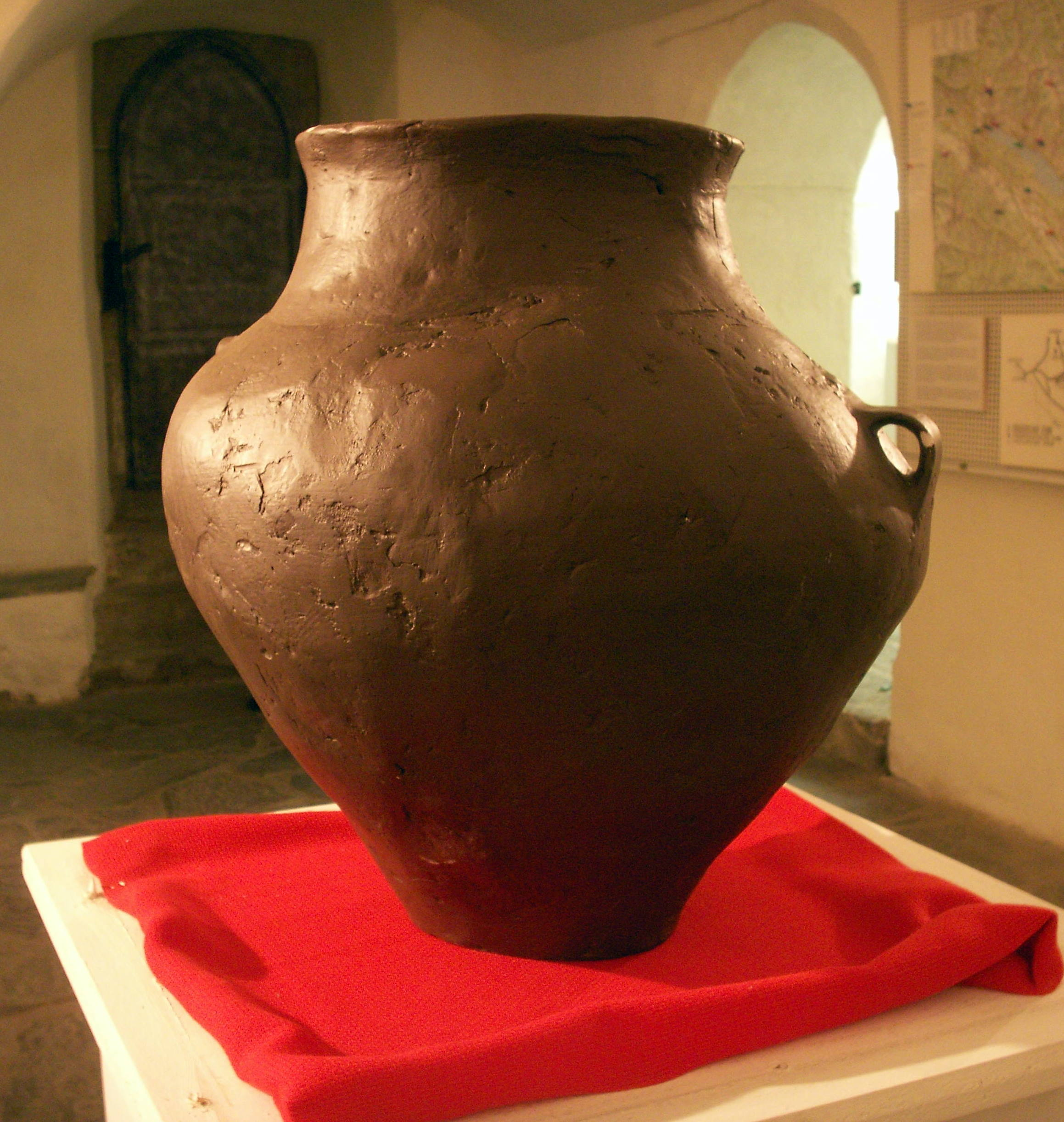
Urne von Lammersdorf (ca. 3.400 Jahre alt)

Der Millstätter See liegt in einem von eiszeitlichen Gletschern geformten Trogtal, wobei die Millstätter Berg als Überrest eines voreiszeitlichen Tales eine Trogschulter bildet. Am markantesten ist der steile Abfall bei Matzelsdorf (848 m), dem östlichsten Ort am Plateau. Typisch für den eiszeitlichen Gletscherschliff sind Kuppen, die sich aufgrund härteren Gesteins dem Abrieb länger widersetzen. Bei Lammersdorf sind solche besonders gut erkennbar.
Auf und um diese Kuppen fanden sich die bisher ältesten Siedlungsspuren in Oberkärnten. Am „Mentepichel“ oder „Schanzkogel“ gegenüber von Lammersdorf und Görtschach wurden Anfang der 1950er Jahre Spuren einer jungsteinzeitliche Siedlung aus der Zeit von 3.000 bis 1.900 v. Chr. ausgegraben. Das ist der bisher einzige Siedlungsfund aus dieser Zeit in Oberkärnten. Neben einer Wohngrube mit Steinsetzungen im Durchmesser von 6 m und einer Feuerstelle wurden zahlreiche Gefäßbruchstücke, steinerne Klingen, Steinabschläge, Pfeilspitzen, und ein Spinnwirtel aus Ton gefunden. Nicht weit davon, im mittlerweile entwässerten Sappler Moor fand sich eine 11 cm lange, leicht gekrümmte, besonders schöne Feuersteinklinge (Silex). In Treffling wurde ein spitzhackiges Steinbeil aus Amphibolit aus dieser Epoche gefunden. Zwei in Lammersdorf gefundene Lochbeile sind heute leider verschollen.
Mehrere Funde, unter anderem eine Urne in Lammersdorf, eine bronzene Lappenaxt in Treffling, ein Werkzeugdepot bei Seeboden, Lanzenspitzen von der Millstätter Alpe und Ferndorf, zeigen eine durchgehende Siedlungskontinuität am Millstätter Berg auch in der Bronze- (1.900 ~ 1.400 v. Chr.) und Urnenfelderzeit (bis ca. 750 v. Chr.).
Auf die älteste namenkundlich fassbare Bevölkerung Oberkärntens gehen die indogermanischen Berg- und Flussnamen wie die Tauern oder die Drau zurück, allesamt topographische Einheiten einer Größe, bei der eine Romanisieren, Slawisierung oder Eindeutschung nicht erfolgte. Aus der Zeit in der keltische Stämme wie die Noriker in den Ostalpen oder die Veneter im Hinterland der nördlichen Adria-Region als Bevölkerung anzunehmen sind, gibt es direkt am Millstätter Berg noch keine Funde. In Seeboden wird eine Pfahlbausiedlung aus dieser Zeit vermutet. Bezeugt ist eine vorrömische Siedlung bei dem nicht weit entfernten St. Peter in Holz, aus der sich die römische Stadt Teurnia entwickelte. Ab ca. 200 v. Chr. gehörte der Millstätter Berg zum Stammesgebiet der Ambidravi, der „Beiderseits der Drau Wohnenden“, eine römische Bezeichnung für die hier siedelnde norische Bevölkerung. Zur Zeit der römischen Provinzialkultur kann man davon ausgehen, dass der Millstätter Berg aufgrund seiner topographischen Lage durchgehend besiedelt war, da das Gebiet an der alten Römerstraße zwischen Turracher Höhe und Teurnia an einem Bach liegt.
Die seit Jahrtausenden bestehende menschliche Siedlungstätigkeiten am Millstätter Berg zeigte sich auch bei der Pollenanalyse eines Sedimentkerns vom tiefsten Bereich des Millstätter Sees zwischen Dellach und dem Laggerhof, bei der die Ablagerungsschichten auch mittels C14-Methode bestimmt wurden. Aufgrund der großen Entfernung der Bohrstelle zu beiden Seeufern ist das eingewehte Pollensediment repräsentativ für das gesamte Millstätter Seetal. Das Pollendiagramm zeigt ab ca. 2200 v. Chr. erste größere Einwirkungen des Menschen auf die Vegetation in Form ausgeprägte Häufung von Adlerfarn- und Wacholderpollen, zwei markante Indikatoren für menschliche Weiderodung und Waldweide. Schon in der Bronzezeit tauchen Siedlungzeiger wie Gräser, Kräuter, Getreide, Kornblumen und Nutzpflanzen (Walnuss) ebenso wie verschiedene Unkräuter auf. Anhand der Pollenanalyse können fünf Phasen zunehmender und rückläufiger menschlicher Siedlungstätigkeit um den See identifiziert werden. Mit dem Beginn der Römerzeit häufen sich Pollen von Edelkastanie und Getreide besonders Roggen, die zur Völkerwanderungszeit wieder zurückgehen. Ein drastischer Rückgang der lokalen Waldvegetation durch die einsetzenden bairischen Rodungen ab dem 9. Jahrhundert wird im starken Rückgang von Fichten-, Tannen- und Rotbuchenpollen ersichtlich. Auch die Klimaschwankungen zeigen sich im Pollendiagramm. Zwischen 300 v. Chr. und 400 n. Chr. (Optimum der Römerzeit) und im Mittelalter zwischen 800 und 1300 (Mittelalterliche Warmzeit) gab es zwei Wärmephasen, in denen die Jahresmitteltemperatur um 1 bis 1,5 Grad über dem heutigen Wert lag.

### Frühchristentum (Laubendorf)

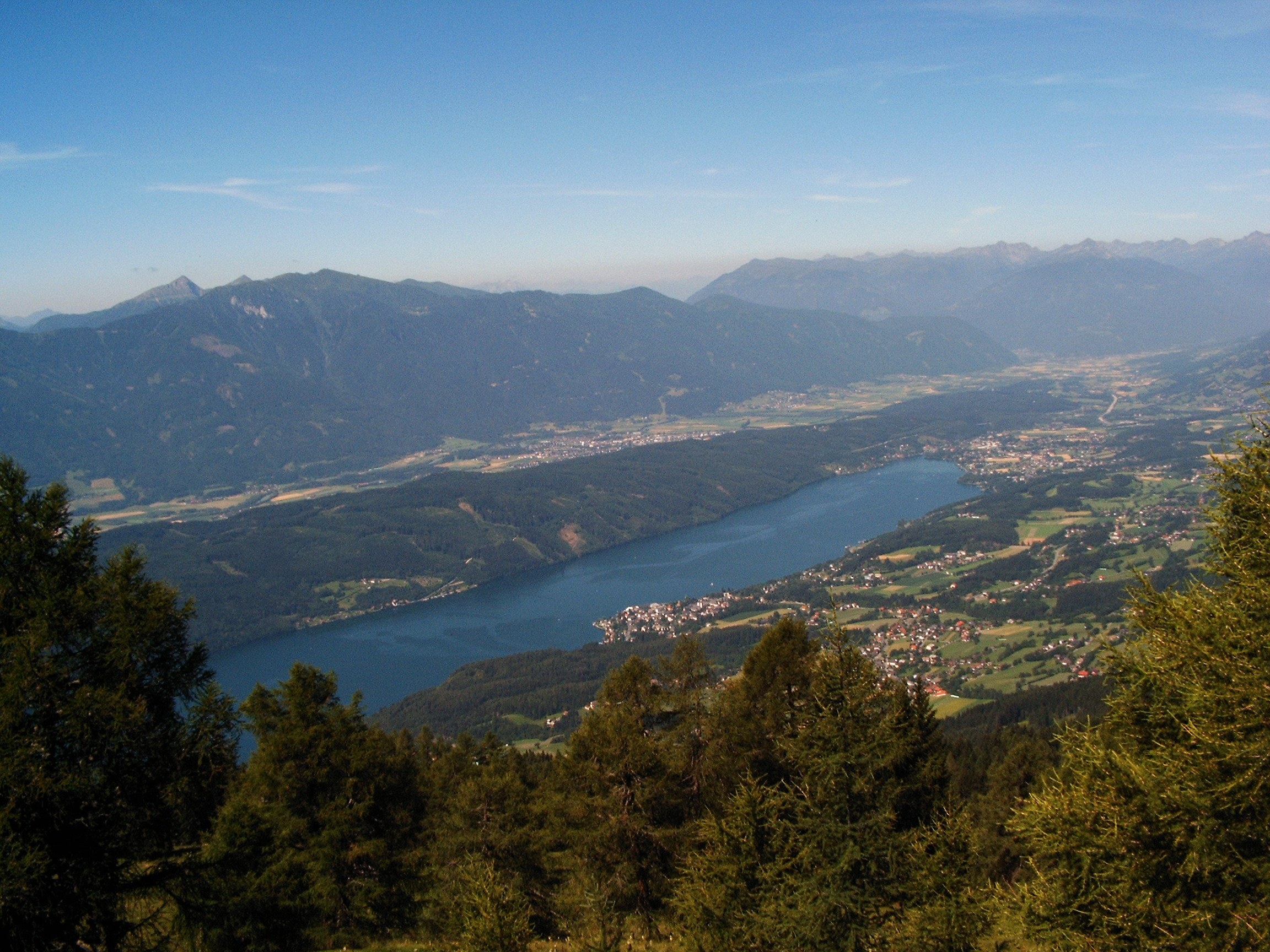
Millstätter Berg bei Laubendorf gegen Südwesten

Aus der Epoche des Frühchristentums (5.–6. Jahrhundert) stammt eine Kirche in Laubendorf, deren Grundmauern erhalten geblieben sind. Die konservierte Kirche beim Klinar-Hof in Laubendorf war zwischen 1957 und 2012 frei zugänglich. Nun ist sie wieder zugeschüttet, da sich für die Bodendenkmalpflege weder die Marktgemeinde Millstatt am See, noch die Millstätter See Tourismus GmbH, der Bezirk, der Tourismusverband Kärnten oder die Republik zuständig fühlt. Eine Besonderheit der einfachen Saalkirche ist die entlang der nördlichen Mauer angebaute Sitzbank. Die Reliquiengrube unter dem Altar war mit einem römischen Grabstein abgedeckt, der den Familien Barbii und Cispii zugeordnet werden. Beide entstammen reicher Handelsfamilien in Aquileia, die in Norikum wichtige Handelsverbindungen für Bergbauprodukte kontrollierten.
Zur Zeit um Christi Geburt gehörte der Millstätter Berg zum Stammesgebiet der Ambidravi, der „Beiderseits der Drau Wohnenden“, eine römische Bezeichnung für die hier siedelnde norische Bevölkerung, die keltischen oder stark keltisierten Ursprungs war.
In der Römerzeit (ca. 45-4. Jahrhundert n. Chr.) gab es keine Straße direkt am Millstätter See. Die Römerstraße führte entlang des heutigen Verlaufs der Obermillstätter Landesstraße, nur dass der Weg nicht bei Dellach, sondern über Starfach und Matzelsdorf auf den Berg kam. Millstatt war am Landweg nur von Obermillstatt oder Laubendorf (Tangern) erreichbar. Das sumpfigen Seeufer war für die frühen Siedler weniger attraktiv, da es schwer zugänglich und ohne landwirtschaftliche Gunstlagen war.

### Slawisches Frühmittelalter

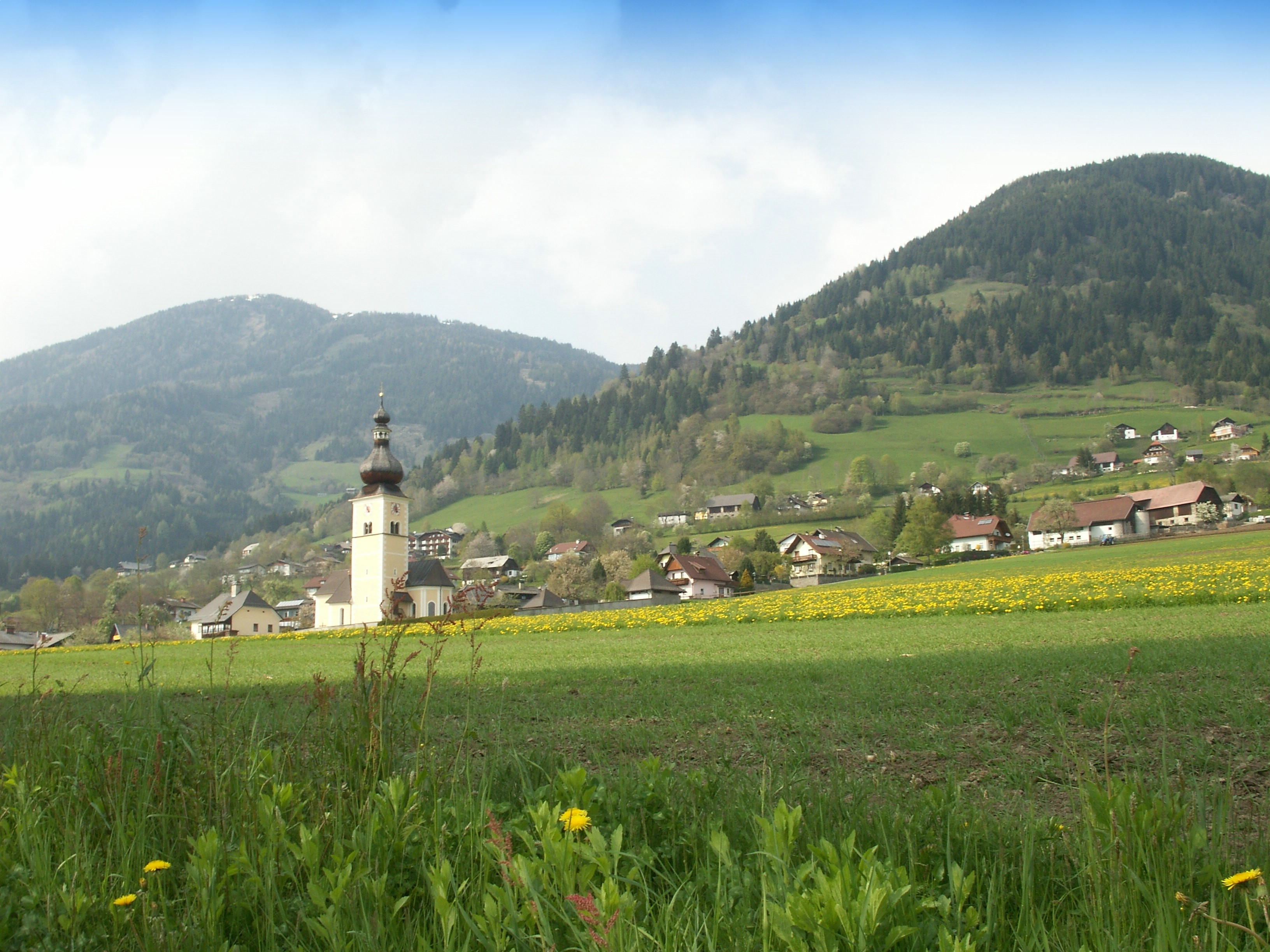
Millstätter Berg bei Obermillstatt

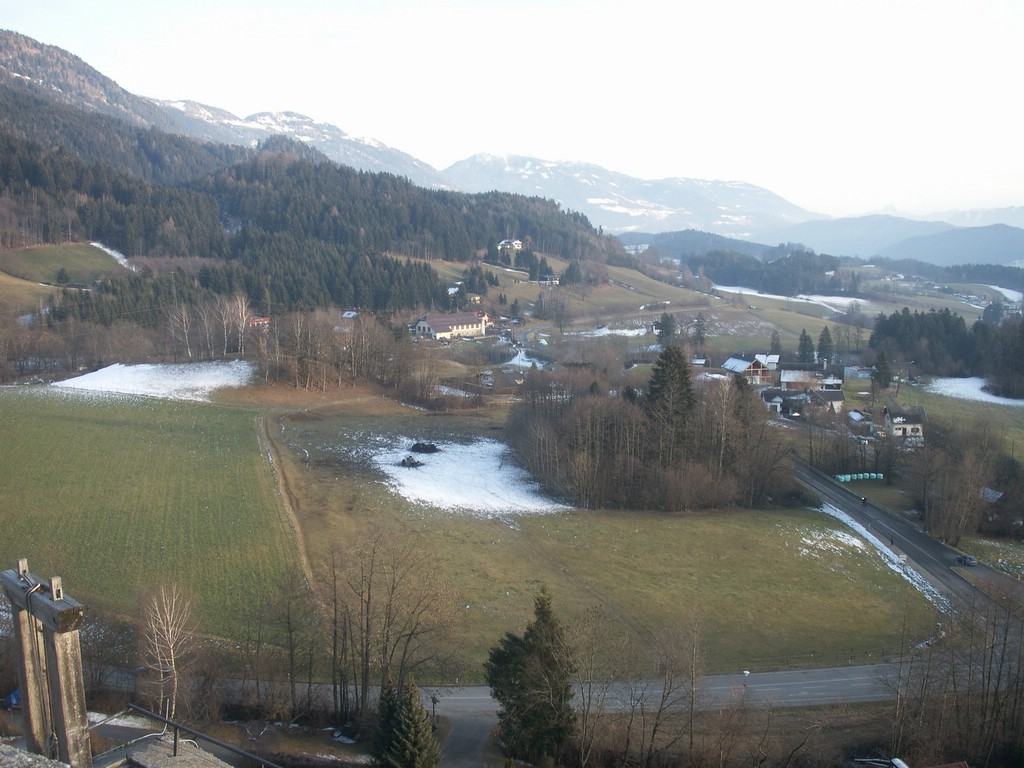
Millstätter Berg von der Burg Sommeregg aus Richtung Osten

Die Kirche von Laubendorf wurde um das Jahr 600 zerstört. Ab dieser Zeit begann die slawische Besiedelung, welche heute noch in vielen Ortsnamen nachklingt. Einige sind nach ihrem slawischen Gründer oder Besitzer benannt, wie Matzelsdorf (1177 Dulmatisdorf), das Dorf des Dolmač; Lammersdorf (1177 Lomärsdorf), das Dorf des (Mi-)Lomer, Liedweg (1579 Ludwig) von Lj(u)doviče, Dorf des Ljud(a) oder Treffling (1065 Treuelicha) von Trebeliče, Dorf des Trebela. Tangern (1065-75 Togarum) kommt von *togûr, einem großen, starren Menschen. Auf örtliche Besonderheiten verweisen Groß- und Kleindombra (1177 Dowrab) von altslawisch do(m)brava Eichen- oder Sumpfwald oder Görtschach von Gorĭčah „bei den Bichlern“. Bodenfunde aus dem Frühmittelalter (7.–9. Jahrhundert) gibt es am Berg in Treffling (Befestigung, Burgstall) und in Sappl (Gräber). Ganz im Westen des Hochplateaus befindet sich die Rotte Trasischk, die „Wachstelle“. Der Name deutet auf eine Wehrsiedlung gegen die ab der 2. Hälfte des 8. Jahrhunderts von Norden nach Karantanien eindringenden Bajuwaren hin, die das Land besetzten, missionierten und aufflammende Revolten blutig niederschlugen. Vor der Zeit der Gründung des Stifts Millstatt um 1070 gehörte das Gebiet zum ältesten Kärntner Kloster Molzbichl, das um 780 gegründet wurde. Um das Jahr 1100 war die Kolonialisierung durch die Baiern in den gut zugänglichen Gebieten Oberkärntens schon weit fortgeschritten. Deutsche Ortsnamen wie Sappl (1286 villa Saepl) vermutlich vom althochdeutschen Personennamen Segi(n)palt, Öttern (seit 1462) vom mittelhochdeutschen etter, dem Zaun, Schwaigerschaft von Schwaighof, ein Hof mit Vieh, Hohengaß von der hohen Gasse oder Laubendorf (1177 Lobinstorf) tauchen auf.
Das erstere detaillierte schriftliche Verzeichnis von Bauernhöfen ist der Urbar der Sankt-Georgs-Ritter von 1470, der bei der Klosterübernahme des Stift Millstatt von den Benediktinern verfasst wurde. In weiterer Folge ist die Geschichte des Millstätter Bergs eng an das Kloster Millstatt verbunden, dessen unmittelbares landwirtschaftliches Hinterland der Millstätter Berg war.

### Bodendenkmäler
Alle wichtigen archäologischen Funde stammen aus der Mitte des 20. Jahrhunderts. Die einzige Ausnahme sind die Keramikfunde des Totengräbers Alois Auer vlg. Messner in Obermillstatt. In diesem einmaligen Zeitfenster gab es viele Bauvorhaben, bei denen händisch und daher langsam gegraben wurde in Kombination mit einem stetig wachsendem Geschichtsbewusstsein. So viele Bodenfunde wie damals wurden seither am Millstätter Berg nie mehr gemacht. Die modernen Minibagger hingegen graben meist bodendenkmalzerstörend und sehr schnell. Allfällige Funde können, noch bevor sie Bekanntheit erlangen, wieder zugeschüttet werden, um den Baufortschritt nicht durch wissenschaftliche Forschung zu gefährden. Seit Jahrzehnten gibt es in der Gegend trotz der in der Geschichte bisher einmaligen Bautätigkeiten keine Funde mehr.

## Landwirtschaft

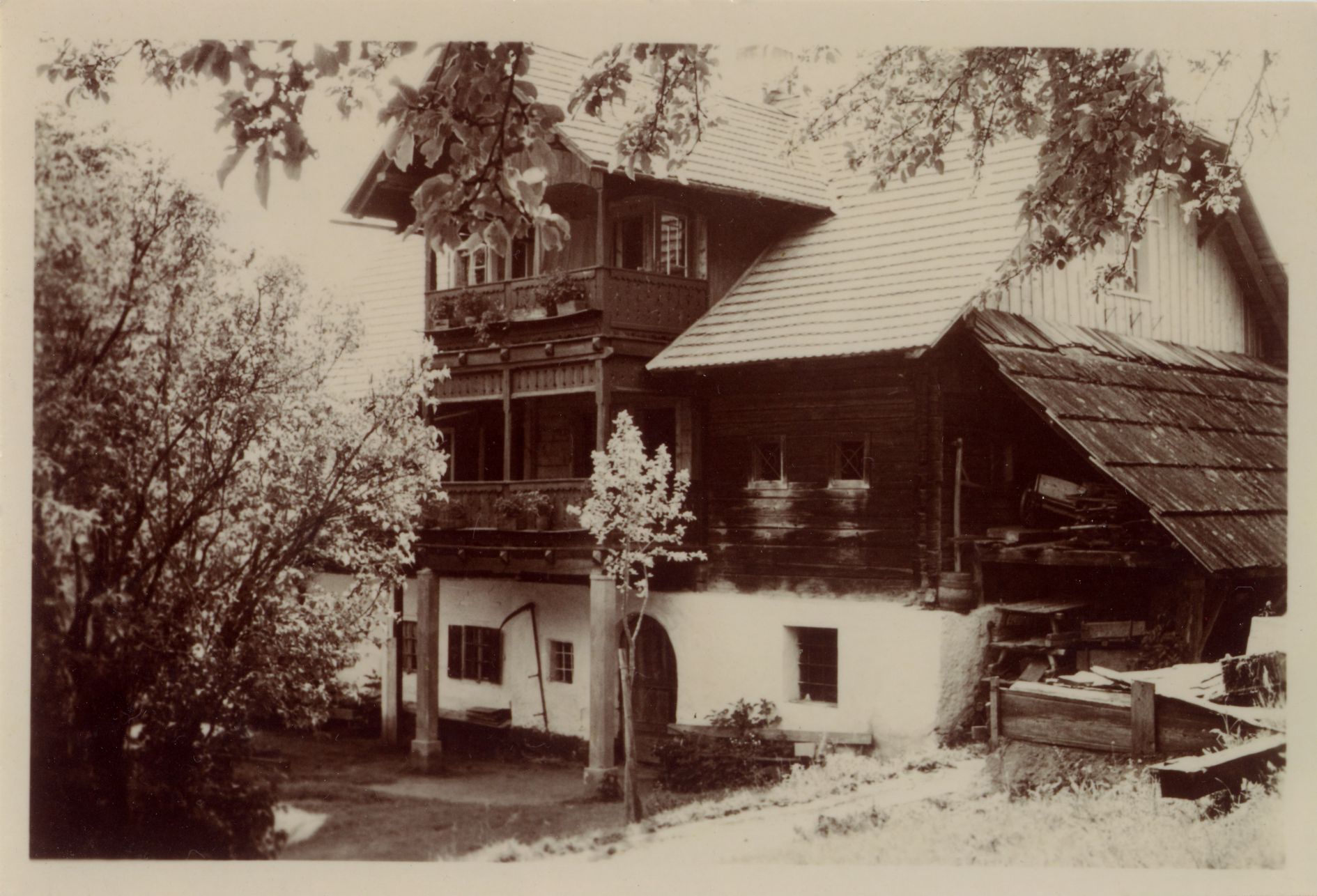
Ambros-Hof in Sappl, erster Hof mit Fremdenzimmer am Millstätter Berg

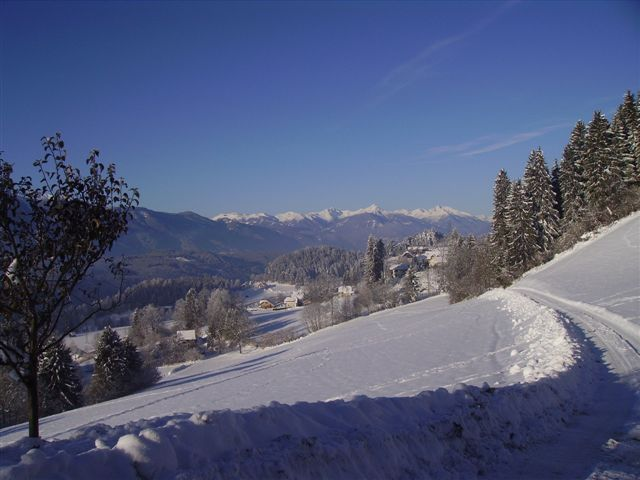
Millstätter Berg bei Sappl Richtung Görtschach

Bis etwa 1950 war die Landwirtschaft die Haupterwerbsquelle der Bevölkerung, wobei Milchkuhhaltung und Rinderzucht vorherrschten. Beim über Jahrhunderte dominierenden Grundeigentümer Stift Millstatt hatte man kein Interesse an starken Bauern und übergab die Höfe nur in festgelegten Größen (Huben) als Lehen. Daher gibt es keine landwirtschaftlichen Großbetriebe. Mit der aufkommenden Motorisierung wurde das Auspendeln sehr erleichtert, wodurch immer mehr Nebenerwerbsbetriebe entstanden. Einstweilen gibt es nur mehr wenige im Vollerwerb bewirtschafte Bauernhöfe.
Historisch gab es in Millstatt belegt durch die Flurbezeichnung Weinleitn auch Weinbau. Dieser wird für Obermillstatt noch bis ins 19. Jahrhundert erwähnt. In der Mittelalterlichen Warmzeit (900–1400) dürfte dafür die beste Zeit gewesen sein. Danach wurde es zunehmen kühler. 1444 jedenfalls gab ein Christoph Feichter dem Kloster Millstatt drei gepachtete Weingärten gelegen zu Obermillstatt zurück.
Von Viehseuchen blieb der Millstätter Berg wie andere Teile Kärntens nicht verschont. Immer wieder flammte die Räude auf. Stärkere Jahre waren 1897, 1917, besonders 1919 oder 1946. Der Rauschbrand grassierte 1902, 1915 und 1932. 1911 begannen ein Jahrzehnt, in dem immer wieder die Maul- und Klauenseuche auftrat. In den späten 1920er Jahren meldete die Wiener Zeitung einige Jahre lang Fälle von Schweinerotlauf.
1905 wurde von einer Maikäferplage in Millstatt und Obermillstatt berichtet.

## Fremdenverkehr
Ein ganz früher Tourist am Millstätter Berg war der Wiener Alpinist und Hofkammerbeamte Josef Kyselak (1798–1831). Bei seiner Österreichwanderung im August 1825 ging er von Döbriach über Hochdellach (Starfach), wo ihn die Granitfindlinge im Wald faszinierten, nach Oberdellach (Matzelsdorf) und von dort weiter nach Millstatt.
Die ersten Nebenerwerbsmöglichkeiten ergaben sich durch den aufkommenden Fremdenverkehr in Millstatt ab 1870. Für rege Bautätigkeit (Villen) und die Versorgung der Sommergäste waren viele Arbeitskräfte nötig und die Bauern hatten durch den Tourismus einen neuen Absatzmarkt für ihre Erzeugnisse. Ab 1930 bevölkerten die Gäste, die sich vorher nur am See aufhielten, auch die Dörfer am Millstätter Berg. Nach dem Zweiten Weltkrieg wurde das Gebiet elektrifiziert und mit Trink- und Nutzwasser versorgt. In den 60er und 70er Jahren erlebte die Privatzimmervermietung vorwiegend an bundesdeutsche Urlauber einen bis dato nicht für möglich gehaltenen Boom. Durch verändertes Reiseverhalten ist der Fremdenverkehr seit den 80er Jahren stetig im Rückgang begriffen. Seit einigen Jahren versucht man Akzente im sanften Tourismus zu setzen und forciert Wandern, Urlaub am Bauernhof oder Reiten (Sappl). Bei Tangern, Gössering und Laubendorf wurde 1995 ein Golfplatz gebaut.

## Magnesitbergbau und -verarbeitung
Der wichtigste Arbeitgeber der Umgebung ist das Magnesitwerk in Radenthein, das jedoch nicht mehr den Personalstand früherer Jahre hat. Als 1904 auf der Millstätter Alpe Magnesit gefunden wurde, entstand ein enormer Personalbedarf für den Bau des Werks der Österreichisch-Amerikanische Magnesit AG (heute RHI AG), den Abbau des Gesteins bis 1965 im Tagbau und die Verarbeitung zu feuerfesten Steinen. Gewerbebetriebe gibt es am Millstätter Berg kaum. Viele pendeln auch nach Spittal an der Drau (Bezirkshauptstadt), Villach oder Klagenfurt.

## Naturkatastrophen

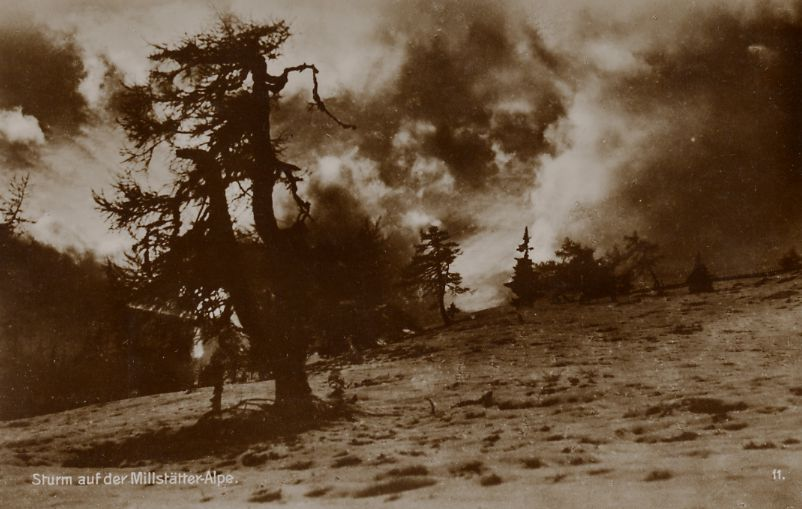
Gewitter auf der Millstätter Alpe

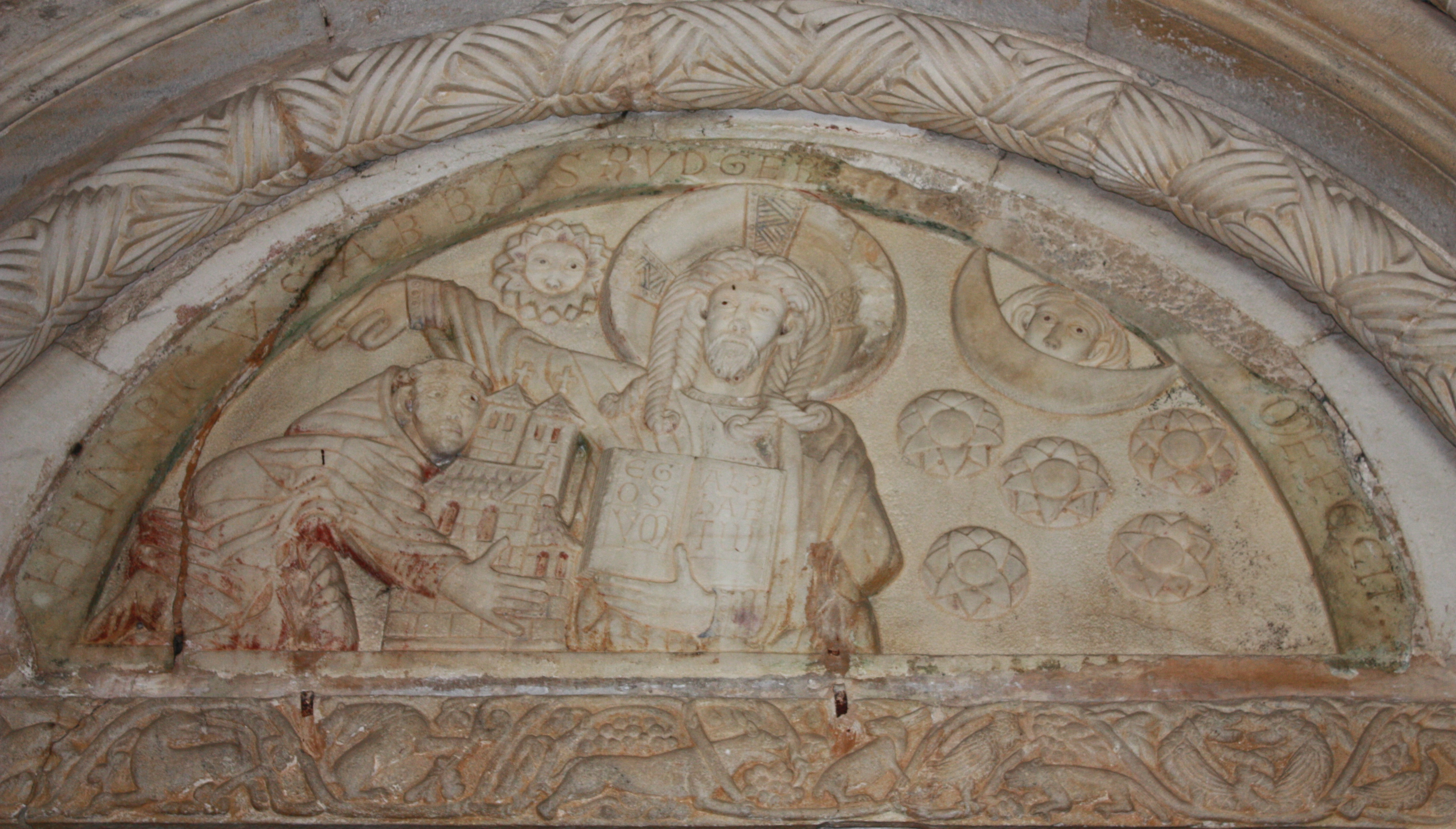
Risse am Portal zur Stiftskirche Millstatt

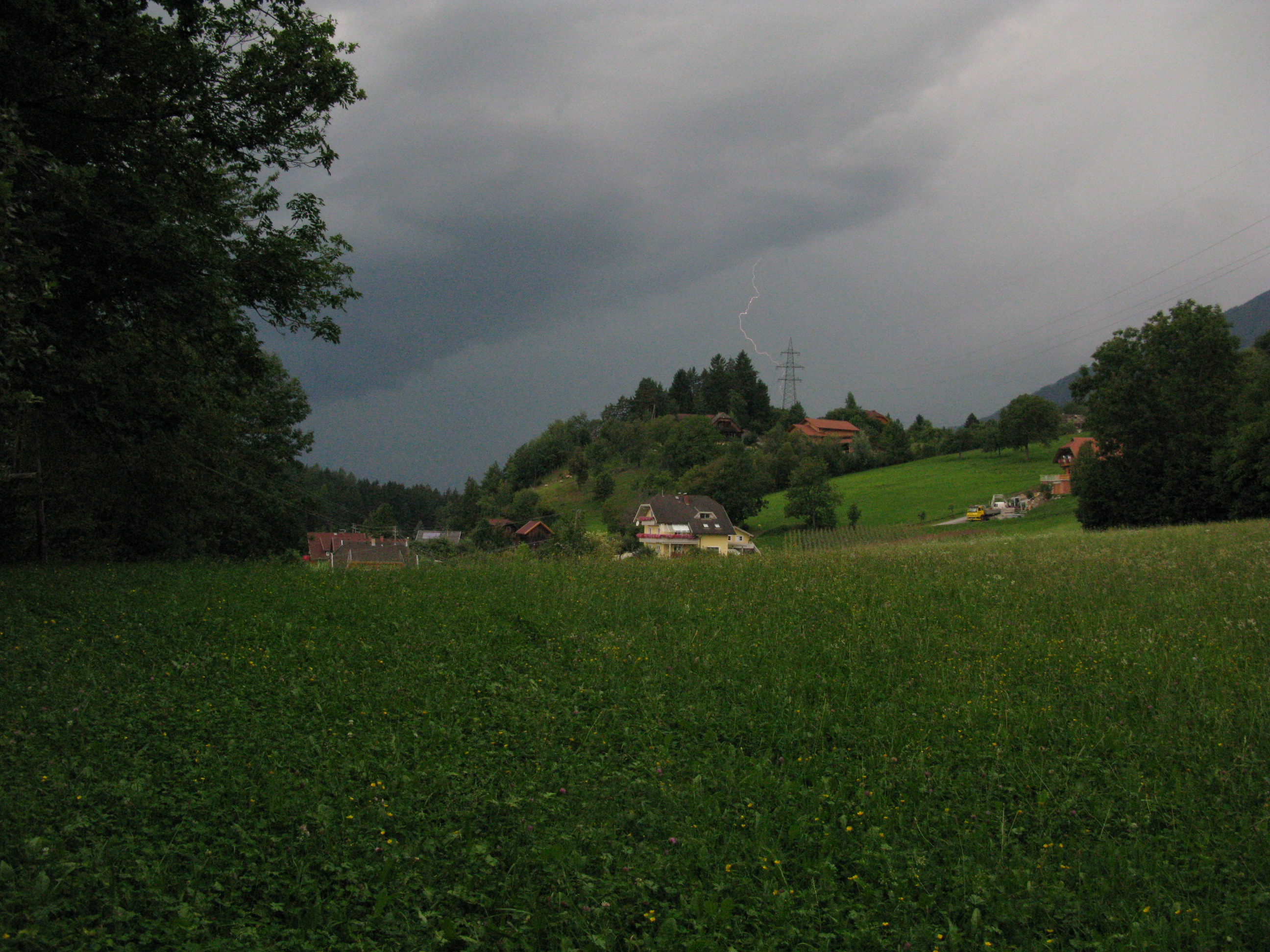
Unwetter über Görtschach

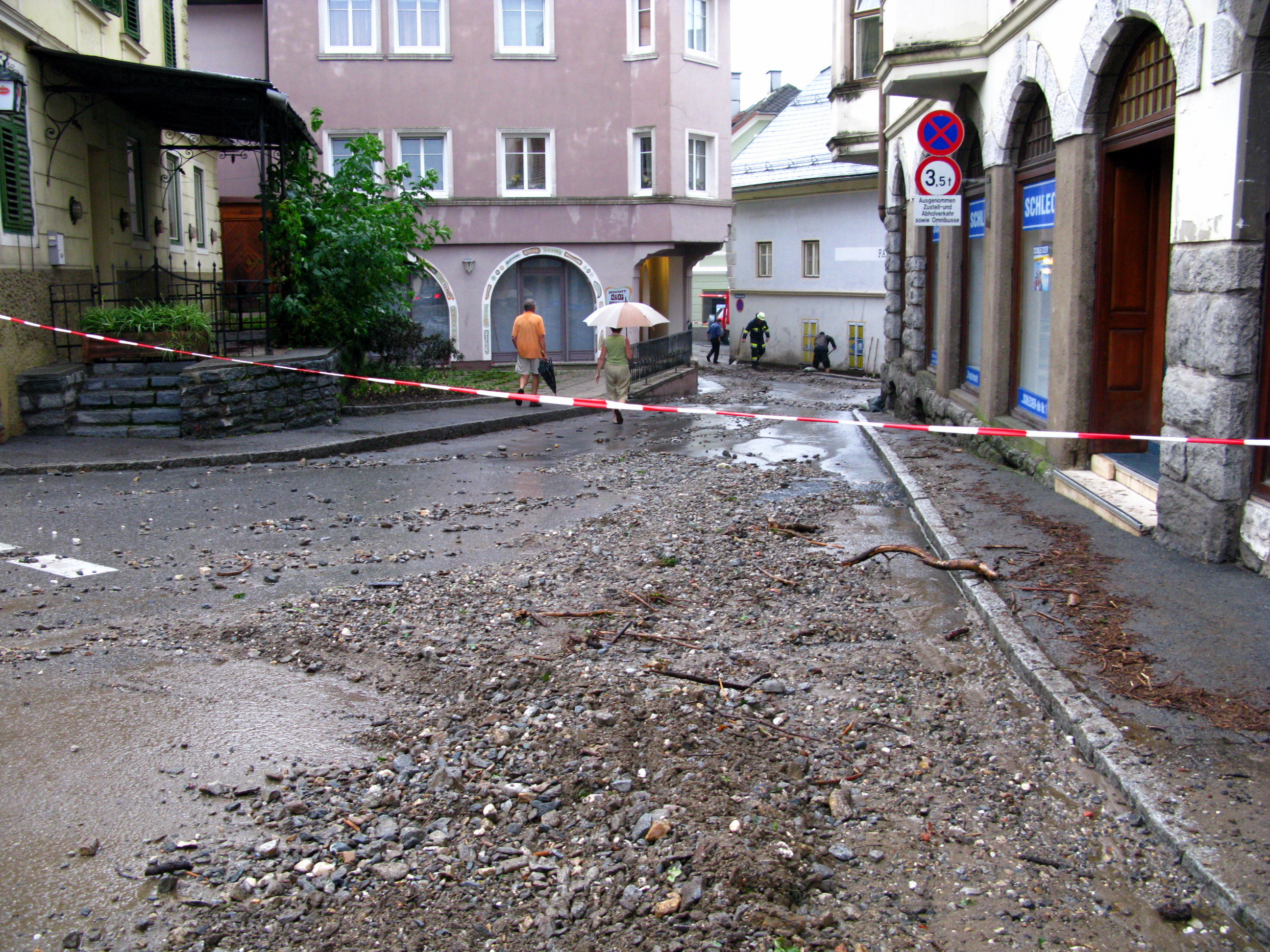
Kleineres Unwetter 2009 in Millstatt

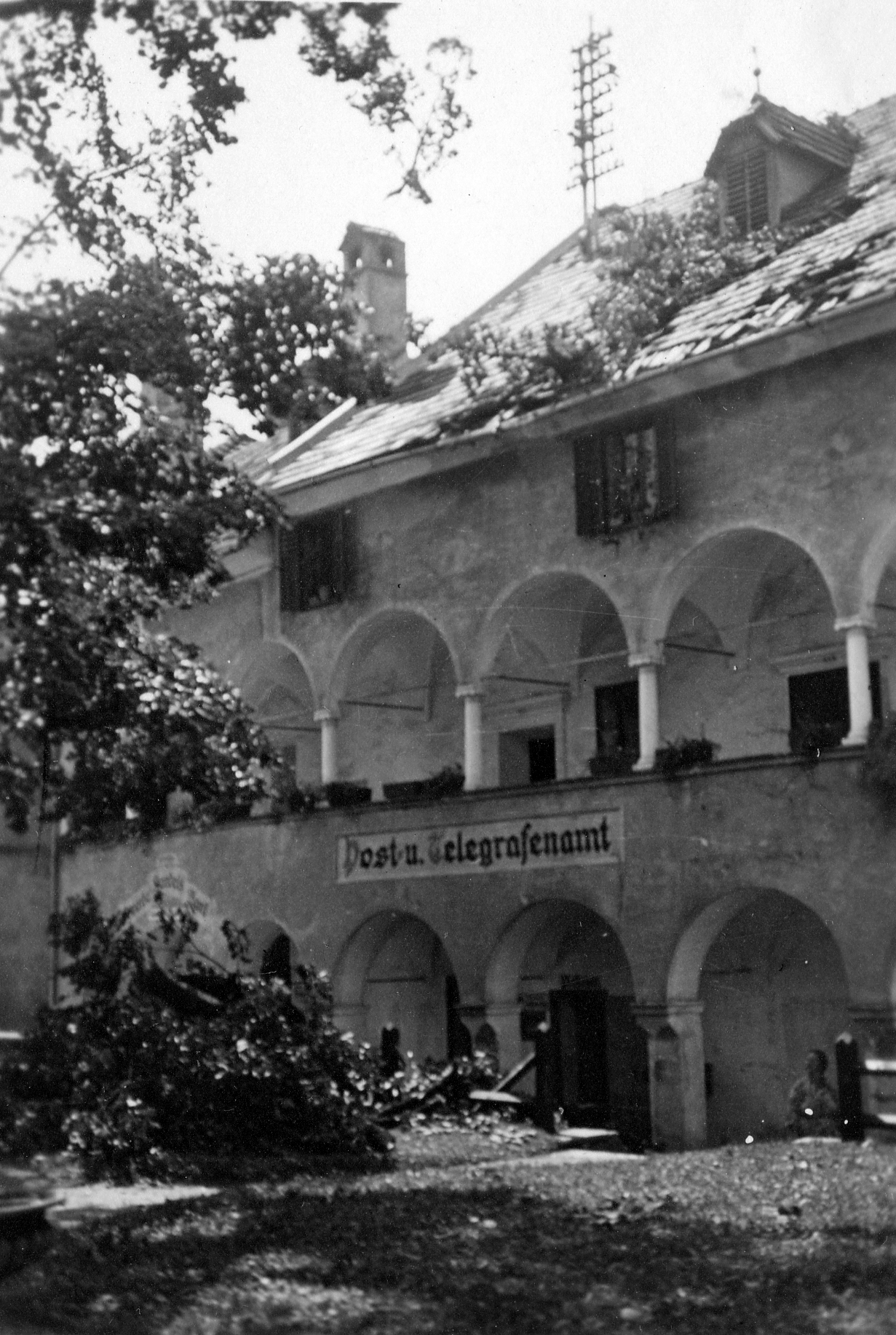
Sturmschaden im Stift Millstatt

Wenn es im Bereich des Millstätter Berges zu Naturkatastrophen kommt, sind dies meist Starkregen und Sturm, seltener Hagel und Dürre oder Erdbeben. Die schlimmsten Unwetter entstehen dann, wenn ein Mittelmeertief von der Po-Ebene über Friaul weiter nach Norden über Oberkärnten zieht und die Wolken aufgrund spezifischer Luftströmungen tief sinken und sich entlang der Millstätter Alpe stauen. In solchen Fällen können innerhalb sehr kurzer Zeit auch kleinere Bäche zur reißenden Wildbächen werden, die viel Geschiebe vom Berg ins Tal bringen. Gut erkennbar sind die Schwemmkegel z. B. in Millstatt, Pesenthein oder Görtschach. Während die alten Bauernhöfe durchwegs auf überschwemmungssicheren Plätzen liegen, wurden im 20. Jahrhundert viele Gebäude nahe an die Bächen gebaut. Aufgrund der Hochwässer in den 1950er und 1960er Jahren gibt es an allen relevanten Bäche am Millstätter Berg eine Wildbachverbauung. In Matzelsdorf wird noch immer der Brauch des Wetterläutens gepflegt. Durch heftiges Läuten der Kirchglocken glaubt man, Unwetter vertreiben zu können. Hagel- und Dürreschäden sind heute keine existentielle Bedrohung für die Bewohner, da es nur mehr wenige Vollerwerbsbauern gibt. Da das Gebiet nur rund 30 km von der Erdbebenlinie Kanaltal – Villach entfernt liegt, sind immer wieder Erdbeben zu spüren. Historisch sind Naturereignisse vor allem dann dokumentiert, wenn sie zu größeren Schäden an herrschaftlichen Gebäuden und Kirchen geführt haben. Über Schäden von Naturkatastrophen an den meist einfachen Holzhäusern der Untertanen gibt es keine Berichte. Großbrände gab es in der Gegend fast nicht, da die meisten Dörfer nicht sehr eng bebaut sind.
| Jahr | Typ         | Bemerkung |
| ---- | ----------- | --- |
| 600  | Unwetter    | Hochwasser zerstört die Frühchristliche Kirche in Laubendorf. |
| 1201 | Erdbeben    | Am 4. Juni erschütterte ein Erdbeben mit dem Epizentrum im Liesertal Oberkärnten. Von einstürzenden Gebäuden aus Millstatt wird zwar nicht explizit berichtet, aber von größeren Schäden ist auszugehen. Die Vorhalle der Stiftskirche verlor durch Zumauern der Rundbögen und das Eingangsportal durch einen unter das Tympanon geschobenen Architrav ihren ursprünglichen Charakter. |
| 1288 | Feuer       | Nach einem Großbrand im Stift Millstatt, der zwischen 1288 und 1290 stattgefunden haben muss, wurde unter Abt Otto IV. 1291 das Klostergebäude in Millstatt neu errichtet. |
| 1348 | Erdbeben    | Bei den Schäden des starken Erdbeben von Friaul 1348, bei dem es u. a. zum Bergsturz am Dobratsch kam, sind keine Schadensberichte aus Millstatt überliefert. Vermutlich wurde aber damals das Westwerk unter den Kirchtürmen gänzlich geschlossen und die Bogenöffnung der nördlichen Vorhalle verkleinert. |
| 1653 | Unwetter    | Eine frühe schriftliche Quelle über Unwetter im Millstätter Raum sind die Prozessakten gegen den Wettermacher von Matzelsdorf Kaspar Haintz, der im Zuge eines Hexerprozesses in Gmünd wegen Wettermacherei hingerichtet wurde. Unter Folter erzählte er von Zusammenkünften mit Freunden auf der Millstätter Alpe, bei denen über das Güss-Machen, das Schauer-Führen, das Reif-Streuen und das Schneiben beraten wurde. |
| 1670 | Unwetter    | Größtes vom Tschierwegerbach überliefertes Hochwasserereignis. Es wurden einige Häuser weggerissen. Bei Aushubarbeiten in den 1970er Jahren wurden in 2 m Tiefe Mauerreste mit Einrichtungen gefunden. Laut Überlieferung war dieses Hochwasser schlimmer als jenes von 1947. |
| 1690 | Erdbeben    | Das gewaltige Erdbeben mit fast dreiwöchigen Nachbeben war ein einschneidendes Ereignis für die Millstätter Jesuitenherrschaft. Die Litterae Annuae der Jesuiten berichten dazu: „Um fünf Uhr Nachmittags, während man die Vesper sang, erzitterte unter höllischen unterirdischen Lärm die Erde in der ganzen Gegend von einem Beben, wie man es seit Jahrhunderten nicht gehört hatte. Beim ersten Stoß stürzte der gemauerte Portikus für die Schiffe an der Seeseite ein. Von den hohen Türmen fiel eine steinerne Säule herab. An den Türmen selbst zeigten sich beträchtliche Klüfte.“ Die Behebung der Erdbebenschäden dauerte vier Jahre und erforderte umfangreiche Renovierungsarbeiten an der Stiftskirche und den Ordensgebäuden. Bis heute sind die Schäden am Tympanon, das zwischen 1691 und 1878 verputzt war, besonders aber am Architrav erkennbar. Dieser in vier Teile zerbrochene Marmorbalken stützt heute nicht mehr das Relief, sondern wird von diesem mittels Eisenklammern gehalten.                                                         |
| 1875 | Unwetter    | Am 13. Juni wurde Obermillstatt mit der weiteren Umgegend von einem Hagelwetter führchterlich heimgesucht. |
| 1890 | Unwetter    | Murgang am Görtschacherbach. Überschwemmungen und Vermurungen in Görtschach. |
| 1893 | Erdbeben    | 29. Jänner. Der Obermillstätter Schulleiter berichtet von einem Erdbeben. Es schien, als ob eine scharfgeladene Kanone abgefeuert worden wäre. Bilder hingen schief. |
| 1903 | Unwetter    | Am 12. September in den Tagen danach gab es eine schwere Hochwasser-Katastrophe in Oberkärnten. Am Millstätter Berg überflutete der Sonnenhofbach (Bach von Matzelsdorf nach Dellach) oberhalb von Matzelsdorf wiederholt die Felder. Wahrscheinlich ist dies auch das Unwetter, das entlang der Lieser 13 km der Gmündner Straße zerstörte und vom Mundartdichter Franz Podesser aus Tangern im Epos „Die große Gieß“ beschrieben wurde. In Oberkärnten und im Kanaltal kam es zu enormen Schäden. |
| 1904 | Unwetter    | Am 14. Juli gab es einen fluviatilen Feststofftransport, der über 14 Tage Aufräumarbeiten erforderte. Als Folge eines Wolkenbruchs auf der Millstätter Alpe kam es zu einer Überflutung von Häusern, Straßen, Gärten und Anlagen. Baumstämme, Steine und Erdmassen zerstörten die märktische Wasserleitung und rissen Brücken und Mühlen in die Tiefe. Die 1899 vom Schmiedemeister Karl Silbernagl neu errichtete Schmiede mit Wagnerei und Elektrowerk am Eingang der Schlucht wurden schwerstens beschädigt. Von diesem Unwetter sind die ersten Fotos erhalten. Nach langwierigen Verhandlungen wurde schließlich im April 1913 von der k.k. Wildbachverbauung Villach mit den Sicherungsmaßnahmen im verbauten Gebiet in mehreren Jahresabschnitten begonnen. |
| 1932 | Unwetter    | Hochwasser am Görtschacherbach. Murgang mit Überschwemmungen im Raum Görtschach. |
| 1933 | Unwetter    | Am 19. August gab es ein großes Unwetter mit Sturm und enormen Wassermengen. Fünf große alte Linden auf dem Kalvarienberg werden entwurzelt und die Straße zwischen Millstatt und Obermillstatt ist unpassierbar. Die Linde im Stift brach zur Hälfte, ein Ast durchschlug das Stiftsdach neben dem Postamt. Die Linde im Lindenhof verlor den Hauptarm. Bei der Kantorvilla am Südufer ertrank eine Ganz. Am See gab es „haushohe“ Wellen. Der Schillerstrand und die Promenade zum Gröchenigbad standen unter Wasser. Bei diesem Sturm verlor die Burg Sommeregg den Großteil ihres Daches, was den Verfall massiv beschleunigt. |
| 1936 | Unwetter    | Hochwasser am Millstätter Riegenbach. |
| 1937 | Unwetter    | Mai, Hochwasser und Murgang am Millstätter Riegenbach. |
| 1942 | Unwetter    | Murgang am Görtschacherbach. |
| 1947 | Unwetter    | Fluviatiler Feststofftransport am Gösseringbach. Durch die starke Wasserführung kommt es zu Ausuferungen, Verschotterungen und Überflutungen im Ortsbereich von Gössering. Am 4. Juli kam es durch einen drei Stunden dauernden Wolkenbruch zu Vermurungen in Tschierweg und Großdombra. Auch der Laubendorferbach vermurte Laubendorf und die Kulturgründe unterhalb des Ortes. Ein Seitengraben brach über die Felder aus. Es gab Verklausungen durch mitgerissene Mühlen. |
| 1948 | Unwetter    | Hochwasser am Tschierwegerbach sowie weitere kleinere Ereignisse in diesem Jahr. |
| 1949 | Unwetter    | Am Tschierwegerbach kam es in diesem Jahr zu Überflutungen. |
| 1954 | Unwetter    | Katastrophenereignisse mit Überschwemmungen und Vermurungen im Raume vom Görtschach. Am 6. September führte ein Gewitter zu schweren Vermurungen in Pesenthein. Es entstehen schwere Schäden an zwei Häusern, die Bundesstraße ist unterbrochen. Der Pesentheinerbach tiefte sich in Bereich von Obermillstatt und Grantsch stark ein, am Unterlauf hob sich die Bachsohle um bis zu 3 m. |
| 1958 | Unwetter    | In der Nacht vom 31. Juli zum 1. August 1958 entluden sich auf der Millstätter Alpe mehrere wolkenbruchartige Gewitter, wogegen im Tal kein Tropfen Regen fiel. Im Oberlauf der Schlucht stauten sich die Wassermassen hinter einem Wall von Muren, Bäumen und Steinen und überfluten den Ort. Der Ort wurde durch 21.000 m³ Geschiebe vermurt. Dreizehn Personenwagen wurden in den See gespült, Teile von Häusern stürzten ein, Keller und Gärten wurden mit Schlamm überflutet und Straßen zu tiefen Bächen verwandelt. Sieben Menschen fanden den Tod. Auch der Pesentheiner Bach war bereits im Oberlauf bei Lammersdorf aus den Ufern getreten und hatte einen dort beschäftigten Arbeiter mitgerissen. Am Schluchtausgang bei Pesenthein wurden Autos und Zelte vom voll besetzte Campingplatz in den See spülten. Landwirtschaftliche Flächen wurden meterhoch verschottert. Ebenfalls große Vermurungen gab es in Görtschach. Als Schadenssumme wurden alleine dort 630.000 Schilling geschätzt. Insgesamt wurden in der Gemeinde 83 Häuser zum Teil zerstört. |
| 1956 | Unwetter    | Am 18. Juli trat der Görtschacherbach nach einem Gewitter aus den Ufern. Felder und Gemeindestraße wurden überflutet. |
| 1966 | Unwetter    | Wieder trat der Görtschacherbach aus den Ufern. Überschwemmungen und Vermurungen führen zu 580.000 Schilling Schaden. |
| 1967 | Unwetter    | Abermals überflute der Görtschacherbach Siedlung und Felder. Die Schadenssumme liegt diesmal bei 890.000 Schilling Schaden. Sommergäste aus den Privatpensionen flüchteten mit ihren Autos über die Felder nach Sappl. |
| 1975 | Erdbewegung | Durch unsachgemäßen Wegbau entstand oberhalb der Ortschaft Laubendorf eine ca. 1 ha große Rutschung, die für den Ort eine bedeutende Gefahr darstellte. |
| 1975 | Unwetter    | Um Ostern führte extremer Schneefall mit anschließender Schneeschmelze und Regen vom 5. bis 7. April zu starkem Hochwasser. Oberhalb von Sappl entstand eine ca. 2 ha große muschelförmige Blaike, die vier Wohn- bzw. Wirtschaftsgebäude und Kulturgründe bedrohte. Die enormen Niederschlagsmengen und das Schneeschmelzwasser hatten den durch einen neu gebauten Almweg mehrfach durchschnittenen Steilhang zum Abgleiten gebracht. Ausgedehnte Wiesenflächen östlich von Sappl vermurrten, sowie ein Wohnhaus und Wirtschaftsgebäude wurden verschottert. |
| 1976 | Erdbeben    | Das Erdbeben im Friaul 1976 vom 6. Mai war auch am Millstätter Berg deutlich zu spüren. |
| 1983 | Unwetter    | Im Jänner entstand am Oberlauf des Pesentheinerbachs (Pöllandbach) etwa in der Höhe von Grantsch eine ca. 3 ha große Rutschung in einem vernässten Gebiet, die noch erkennbar ist. |